# Social-démocratie et progrès
Social-démocratie et progrès (en catalan : Socialdemocràcia i Progrés) ; SDP) est un parti politique social-démocrate andorran, créé en 2013.

## Histoire
Créé en mai 2013, le SDP participe aux élections législatives de 2015 et obtient 2 sièges au Conseil général.

## Résultats électoraux

### Élections législatives
| Année | Chef de file            | Proportionnelle | Proportionnelle | Proportionnelle | Paroisses | Paroisses | Paroisses | Total des sièges | +/-           | Gouvernement        |
| Année | Chef de file            | Voix            | %               | Sièges          | Voix      | %         | Sièges    | Total des sièges | +/-           | Gouvernement        |
| ----- | ----------------------- | --------------- | --------------- | --------------- | --------- | --------- | --------- | ---------------- | ------------- | ------------------- |
| 2015  | Víctor Naudi Zamora     | 1 728           | 11,74           | 2 / 14          | 1 367     | 9,50      | 0 / 14    | 2 / 28           | Nv            | Opposition          |
| 2019  | Josep Roig Carcel       | 1 044           | 5,87            | 0 / 14          | 1 280     | 7,53      | 0 / 14    | 0 / 28           | 2             | Extra-parlementaire |
| 2023  | En coalition avec le PS | 4 036           | 21,05           | 0 / 14          | 5 238     | 29,17     | 0 / 14    | 0 / 28           | en stagnation | Extra-parlementaire |

### Élections municipales
| Année | Voix | %    | Sièges |
| ----- | ---- | ---- | ------ |
| 2015  | 580  | 4,33 | 0 / 80 |